# Arracacia
Arracacia és un gènere de plantes amb flors dins la família de les apiàcies, amb més de 50 espècies. És un gènere endèmic d'Amèrica. El membre més important d'aquest gènere és l'arracacha, Arracacia xanthorrhiza.